# Hibbertia echiifolia
Hibbertia echiifolia är en tvåhjärtbladig växtart. Hibbertia echiifolia ingår i släktet Hibbertia och familjen Dilleniaceae.

## Underarter
Arten delas in i följande underarter:
- H. e. cernua
- H. e. echiifolia
- H. e. macrantha
- H. e. oligantha
- H. e. rotata